# St. Lambert (Kleinvelden)

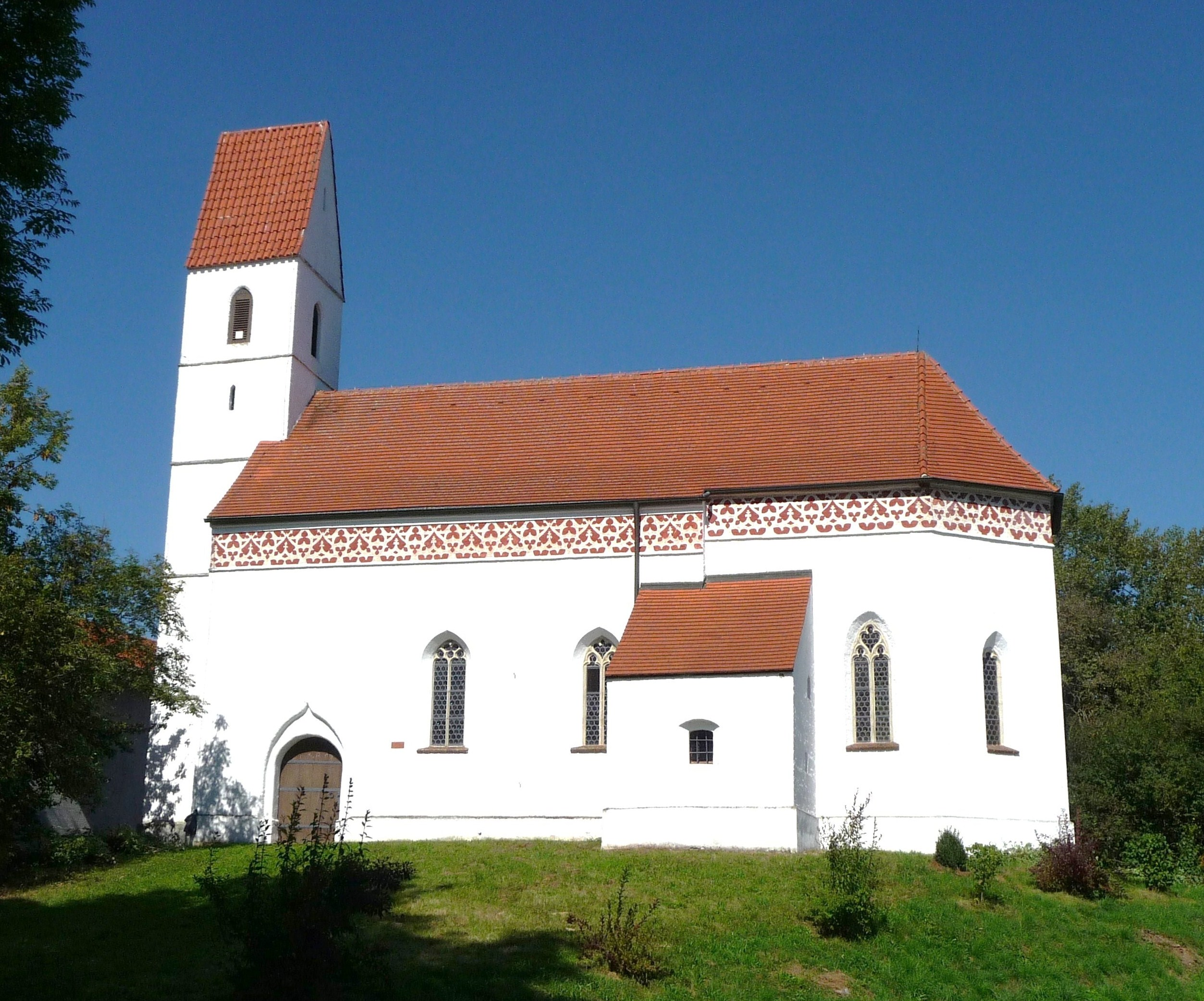
Außenansicht der Filialkirche St. Lambert von Süden

Die römisch-katholische Filialkirche St. Lambert (auch St. Lambertus und St. Lantpert) in Kleinvelden, einem Ortsteil des Marktes Velden im niederbayerischen Landkreis Landshut, ist eine spätgotische Saalkirche, die um 1500 erbaut wurde. Sie ist dem heiligen Bischof Lantpert von Freising (Gedenktag: 18. September) geweiht und als Baudenkmal mit der Nummer D-2-74-183-58 beim Bayerischen Landesamt für Denkmalpflege eingetragen. Kleinvelden ist eine Filiale der Pfarrei Velden im Dekanat Geisenhausen des Erzbistums München und Freising.

## Geschichte
Das genaue Erbauungsdatum der Kirche ist unbekannt. Aufgrund der stilistischen Merkmale ist sie eindeutig als spätgotischer Bau aus der Zeit um 1500 zu klassifizieren. Einige Ziegelsteine an der Außenwand tragen die Jahreszahl 1507, was auf das genaue Jahr der Fertigstellung verweisen könnte.
Wie für die Regotisierung der Veldener Pfarrkirche fertigte der Münchner Architekt Joseph Elsner 1899 auch für einen möglichen Umbau der Filialkirche Kleinvelden Pläne an und legte diese der Kirchenverwaltung vor. Sie sahen eine weitgehende Erneuerung der Ausstattung im neugotischen Stil vor. Warum der Umbau nicht zustande kam, ist unklar. Stattdessen wurde der Bau 1906 unter Beibehaltung der bisherigen Rokoko-Ausstattung renoviert. Dabei wurde unter anderem die Raumschale von dem Veldener Kirchenmaler Fränzel neu gefasst. Dieser verwendete dafür Schablonen von der Umgestaltung der Pfarrkirche in den Jahren 1899 bis 1902. Die Bemalung ist bis heute erhalten und diente bei dieser Wiederherstellung der neugotischen Ausmalung der Pfarrkirche in den Jahren 1987 bis 1992 als Vorlage.
In den Jahren 1976/77 wurde die Filialkirche Kleinvelden für rund 260.000 D-Mark außen renoviert. Zwischen 1980 und 1984 wurden weitere Renovierungsmaßnahmen für rund 140.000 D-Mark durchgeführt, unter anderem 1982 eine Mauersanierung und die Verlegung eines neuen Fußbodens sowie 1984 die Restaurierung der Raumschale durch den Kirchenmaler Bernd Holderried aus Pfaffenhofen an der Ilm und der Einbau einer Alarmanlage.

## Architektur

### Außenbau
Die einschiffige, nach Osten ausgerichtete Saalkirche umfasst ein Langhaus mit drei Jochen und einen kaum merklich eingezogenen Chor mit zwei Jochen und Schluss in drei Achteckseiten. Chor und Langhaus sind unter einem gemeinsamen Satteldach vereinigt. Der größtenteils verputzte Außenbau wird durch einen umlaufenden Sockel, einen breiten Dachfries und spitzbogige, zweibahnige Maßwerkfenster gegliedert. Die Fensteröffnungen wurden zum Teil bei der Renovierung 1906 vergrößert. Das rundbogige Portal befindet sich auf der Südseite des Schiffs und ist in eine Kielbogenblende eingelassen.
Die von einem Pultdach gedeckte Sakristei ist südlich an den Chor angebaut, der quadratische Turm westlich in der Mittelachse des Schiffs. Die Sakristei besitzt auf der Südseite ein vergittertes, stichbogiges Fenster. Der Turm umfasst fünf Geschosse, die durch schwache, abgeschrägte Gesimse getrennt werden. Ansonsten ist er bis auf Lichtschlitze ungegliedert. Das oberste, knapp über Firsthöhe beginnende Geschoss enthält den Glockenstuhl und weist allseitige, spitzbogige Schallöffnungen auf. Den oberen Abschluss des Turmes bildet ein Satteldach.

### Innenraum
Langhaus und Chor werden von einem spätgotischen Netzrippengewölbe überspannt. Das Langhausgewölbe wird von schwachen, an den Kanten ausgerundeten Wandpfeilern und ebensolchen spitzen Schildbögen getragen. Die birnstabförmigen Rippen entspringen aus Runddiensten, die den Pfeilern vorgelegt sind. Am Gewölbescheitel befinden sich kleine, runde Schlusssteine. Den Übergang zwischen Langhaus und Chor vermittelt ein spitzer Chorbogen, dessen Profil beidseits einmal gestuft und an den Kanten und Ecken ausgerundet ist. Die Laibungen des Portals und der Sakristeitür entsprechen dem Profil des Chorbogens. Die Sakristeitür ist dabei ebenso rundbogig und in eine Kielbogenblende eingelassen wie das Eingangsportal. Sie weist spätgotische Eisenbeschläge aus der Erbauungszeit der Kirche auf. Die Sakristei wird von einem einfach figurierten Sterngewölbe mit rundem Schlussstein überspannt, dessen Rippen ohne Vermittlung den Wänden entspringen. Der Zugang vom Langhaus zum Turm ist stichbogig mit Fase ausgeführt.

## Ausstattung
Die Ausstattung ist im Wesentlichen im Rokoko-Stil ausgeführt und stammt aus der Zeit um 1750. Einzelne Stücke der original spätgotischen Ausstattung haben sämtliche Renovierungsmaßnahmen im Laufe der Jahrhunderte überdauert.

### Hochaltar
Der einzige Altar der Filialkirche St. Lambert ist ein Hochaltar im Rokoko-Stil, der wohl um 1750 von dem Veldener Schreiner Hermann Hobmann geschaffen wurde. Er besitzt einen stattlichen Aufbau, der von vier Rundsäulen mit ionisierenden Kapitellen getragen wird, und seitliche Durchgänge. Auf dem Altarblatt ist eine Darstellung der Unbefleckten Empfängnis zu sehen. Im geschweiften Altarauszug befindet sich ein Gemälde des heiligen Georg. Über den seitlichen Durchgängen befinden sich spätgotische Schnitzfiguren der Heiligen Wolfgang (links) und Lantpert (rechts) aus der Zeit um 1520. Die qualitätvollen, dreiviertel lebensgroßen Plastiken werden der Schule des Hans Leinberger zugeschrieben.

### Kanzel
Die Rokoko-Kanzel dürfte gleichzeitig mit dem Hochaltar entstanden sein. Der geschweifte Korpus ist reich mit geschnitztem Rokokomuschelwerk verziert. An den Seitenwänden sind über den Apostelleuchtern zwölf kleine Brustbilder der zwölf Apostel angebracht. Die barocken Ölgemälde stammen aus der ersten Hälfte des 18. Jahrhunderts.

### Übrige Ausstattung
An der Seitenwand ist ein qualitätvolles spätgotisches Kruzifix aus der Leinberger-Schule angebracht, das um 1520 geschaffen wurde. Außerdem sind zwei Votivtafeln aus dem 19. Jahrhundert erhalten: ein kniendes Ehepaar mit zwei Kindern, die je in einem Bett liegen (1827); ein Mann und eine Frau mit einem Mädchen im Bett, das von einem Priester versehen wird (1845).

### Glocken
Die beiden spätgotischen Bronzeglocken stammen noch aus der Erbauungszeit der Kirche. Sie tragen keinerlei Umschrift oder Datierung und weisen einen Durchmesser von 59 bzw. 47 Zentimetern auf. Die Glocken wurden 1992 restauriert, nachdem eine Glocke gesprungen und bei beiden die Krone defekt war.